# Třída Regina Elena
Třída Regina Elena byla třída predreadnoughtů Italského královského námořnictva z období první světové války. Celkem byly postaveny čtyři jednotky této třídy. Ve službě byly v letech 1907–1927. Plavidla se vyznačovala na svou dobu vysokou rychlostí, ale zároveň relativně slabou výzbrojí.

## Stavba
Italský konstruktér Vittorio Cuniberti dostal roku 1899 za úkol navrhnout novou třídu bitevních lodí vyzbrojených osmi 203mm kanóny, 150mm pancéřováním a dosahující vysoké rychlosti 22 uzlů při výtlaku 8000 tun. Tento projekt sice nebyl realizován, Cuniberti ale pokračoval návrhem bitevní lodi o výtlaku 13 000 tun, která by svou rychlostí překonávala pancéřové křižníky tehdy konkurenčního britského a francouzského námořnictva. Vznikla tak dobovými experty pozitivně přijatá třída Regina Elena. Ve stavební programu z roku 1901 byly objednány dvě jednotky pojmenované Regina Elena a Vittorio Emanuele a v následujícím roce 1902 ještě druhý pár Roma a Napoli. Po jednom páru postavily v letech 1901–1908 italské loděnice Arsenale di La Spezia a loděnice Cantiere di Castellamare di Stabia.
Jednotky třídy Regina Elena:
| Jméno             | Loděnice               | Založení kýlu   | Spuštěna        | Vstup do služby   | Poznámka                                            |
| ----------------- | ---------------------- | --------------- | --------------- | ----------------- | --------------------------------------------------- |
| Regina Elena      | La Spezia              | 27. března 1901 | 19. června 1904 | 11. září 1907     | Vyřazena 1923.                                      |
| Vittorio Emanuele | Castellamare di Stabia | 18. září 1901   | 12. října 1904  | 1. srpna 1908     | Vyřazena 1923.                                      |
| Roma              | La Spezia              | 20. září 1903   | 21. dubna 1907  | 17. prosince 1908 | Vyřazena 1927. Do roku 1932 stacionární cvičná loď. |
| Napoli            | Castellamare di Stabia | 21. října 1903  | 10. září 1905   | 1. září 1908      | Vyřazena 1926.                                      |

## Konstrukce

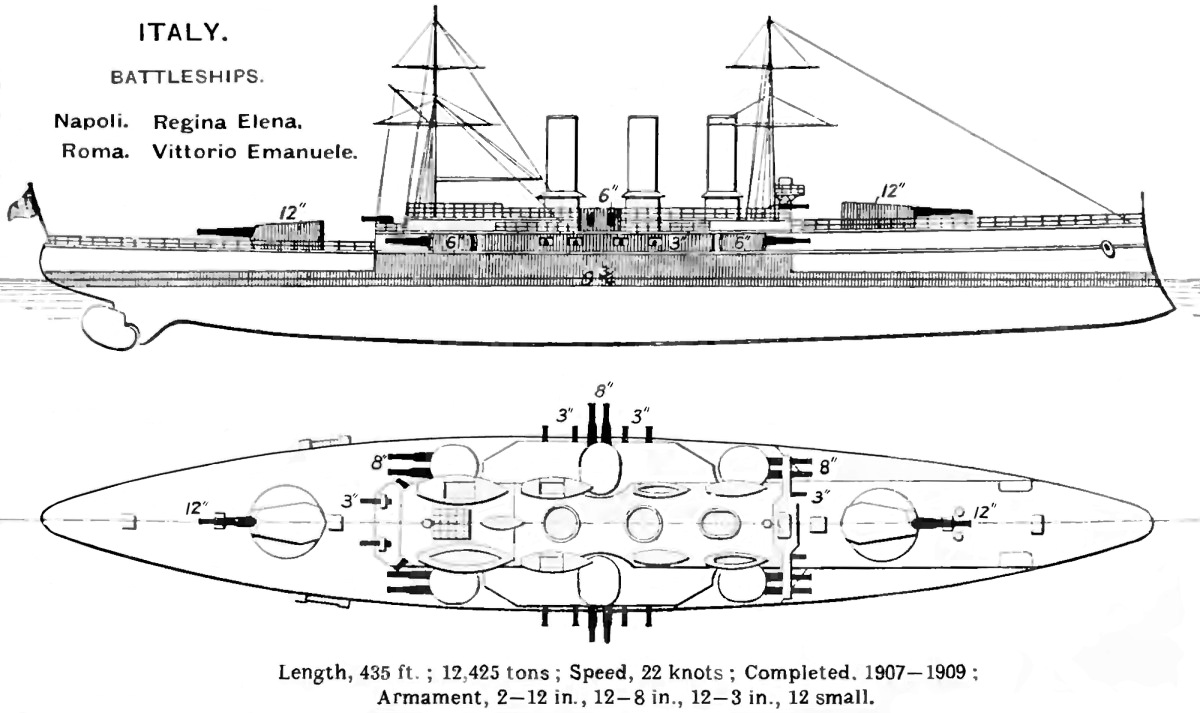
Základní uspořádání třídy

Jednotlivá plavidla se mírně odlišovala výtlakem, pohonem, pancéřováním i výzbrojí. Plavidla měla smíšenou hlavní výzbroj kombinující kanóny dvou různých ráží. Hlavní výzbroj tvořily dva 305mm kanón v jednodělových věžích na přídi a na zádi, které doplňovalo dvanáct 203mm kanónů ve dvoudělových věžích na bocích trupu. Lehkou výzbroj představovalo šestnáct 76mm kanónů (Roma a Napoli nesly dokonce dvacet čtyři 76mm kanónů). Výzbroj doplňovaly dva pevné 450mm torpédomety.
Pohonný systém prvního páru Regina Elena a Vittorio Emanuele tvořilo 28 kotlů Belleville a dva parní stroje s trojnásobnou expanzí o výkonu 19 299 hp, které poháněly dva lodní šrouby. Nejvyšší rychlost dosahovala 20,8 uzlu. Roma a Napoli byly vybaveny 28 kotly Babcock & Wilcox. Dosah byl 5000–10 000 námořních mil při rychlosti 10 uzlů, nebo 1700 námořních mil při rychlosti 19 uzlů. Nejrychlejší jednotka Napoli dosahovala rychlosti až 22,15 uzlu.